# معركة تلة الذخيرة
معركة تلة الذخيرة ((بالعبرية: גבעת התחמושת‏)، جبعات هتخموشت) هي واحدة من المعارك التي خاضها الجيش الأردني دفاعًا عن فلسطين في حرب عام 1967، وقعت المعركة على تلة الذخيرة في حي الشيخ جراح في القدس، وتوصف بأنها واحدة من أشرس وأعنف المعارك التي خاضها الجيش الأردني ضد إسرائيل.
وبالرغم من صموده حتى اللحظات الأخيرة، تكبد الجيش الأردني خسائر جسيمة في المعركة فقد قُتل 97 من أصل 101 هم عدد أفراد الكتيبة التي خاضت المعركة والتي عرفت باسم (كتيبة الحسين الثانية)، وتغير اسمها لاحقا ليصبح (سرية أم الشهداء).

## الخلفية التاريخية
كانت تلة الذخيرة (جبعات هتخموشت) تقع غرب أكاديمية للشرطة، مع خندق محصن يربطهم. وقد تم بناء الموقع من قبل البريطانيين خلال حكومتهم الانتدابية على فلسطين في ثلاثينيات القرن العشرين (1930)، وكان يستخدم لتخزين ذخيرة أكاديمية الشرطة. وقد سيطر الجيش العربي على التلة خلال حرب 1948، مما قطع الصلة بين جبل المشارف والقدس الغربية. وفي أعقاب هدنة 1949، ظلت أجزاء من جبل المشارف جيب داخلي إسرائيلي في الأراضي الخاضعة لسيطرة الجيش الأردني، مع منع الجيش من الوصول إلى مستشفى هداسا وحرم الجامعة العبرية في القدس على قمة التلة.
وقد تألف الموقع من عشرات الملاجئ التي بنيت على طول أنظمة الخنادق الرئيسية الثلاثة المحيطة بالتل، مع وجود مرابض مدفعية محصنة تغطي كل خندق. وكانت أماكن معيشة المدافعين الأردنيين عن التلة في ملجأ كبير تحت الأرض. وأثناء حرب 1967، تم الدفاع عن الموقع بواسطة كتيبة أردنية مسلحة مكونة من 150 جنديًا، من فوج الحسين (رقم 2).

## المعركة

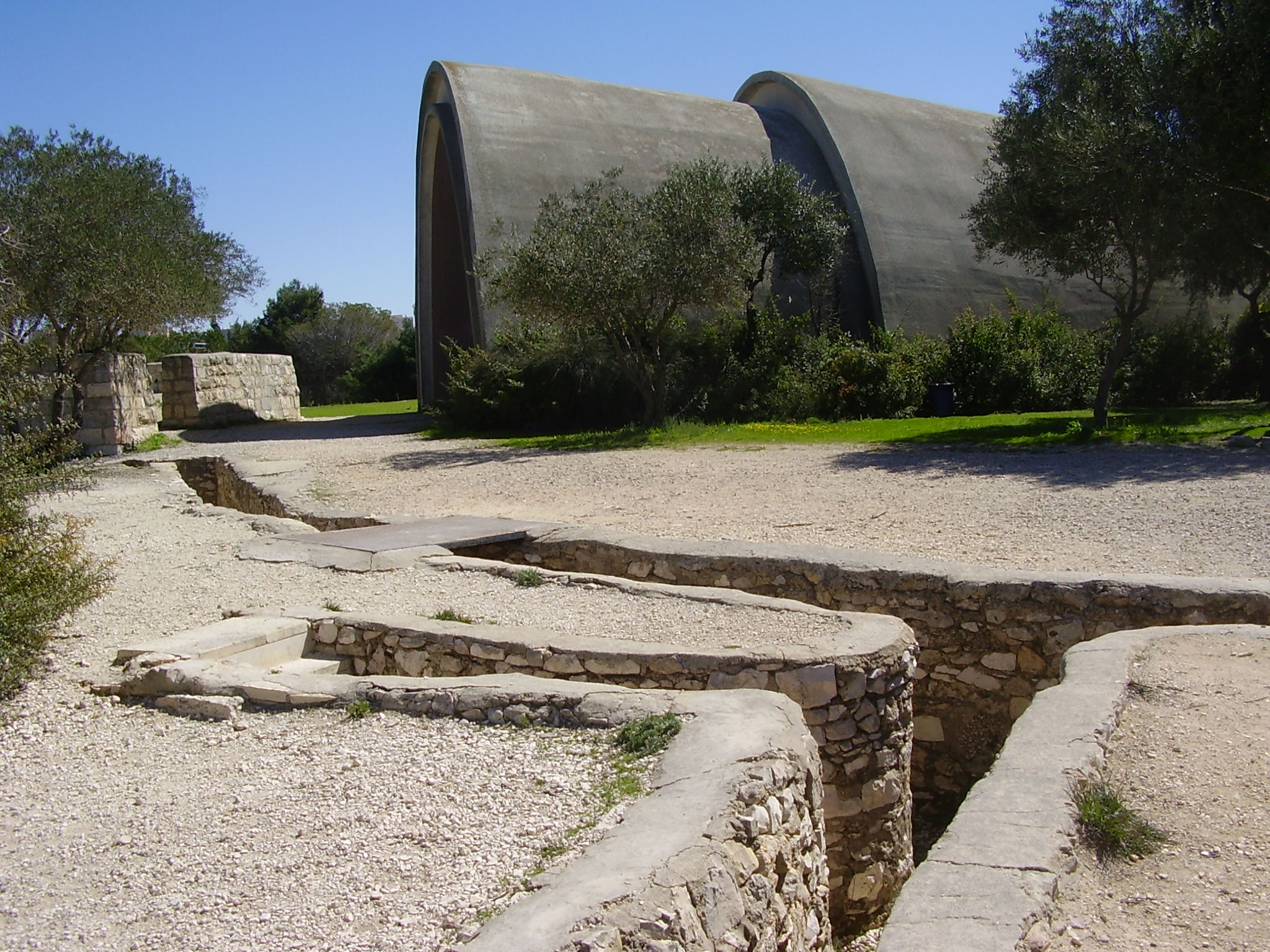
الملاجئ والخنادق على تلة جبعات هتخموشت

اتخذت القيادة الإسرائيلية للقدس قرارًا، بقيادة الجنرال عوزي ناركيس، بالتخلي عن القيام بهجوم جوي على التلة بسبب قربها من مناطق مدنية. وبدلاً من ذلك، ركز القصف المدفعي على موقع الشرطة، تلاه هجوم بري باستخدام فرقة موسعة من المظليين.
وقد استند حجم قوة الهجوم الإسرائيلي على معلومات استخبارية غير صحيحة، والذي تعامل مع التلة على أنها فصيلة عسكرية واحدة. وعندما بدأ الهجوم البري، تم اكتشاف أن أكاديمية الشرطة خالية من القوات الأردنية، لأنها اتخذت ملجأ من القصف في نظام الملجأ في التلة، وبالتالي توسيع القوة المدافعة عن التلة إلى قوة واحدة متساوية في الحجم لمهاجمة القوة بدلاً من 1/3 حجمها، كما كان متوقعًا من القيادة المركزية الإسرائيلية.
وقد بدأ القتال في أكاديمية الشرطة وتلة جبعات هتخموشت في 6 يونيو عام 1967، في الساعة 2:30 صباحًا. وقد أعطيت مهمة الاستيلاء على التلة إلى الفرقة الإسرائيلية الثالثة من الكتيبة 66، من القوة الاحتياطية لـلواء المظليين (لواء 55)، وخلال المعركة، انضمت قوة من الفرقة الثانية إلى القتال. وانتهت المعركة في الساعة 6:30 صباحًا بالرغم من بقاء القوات الإسرائيلية في الخنادق بسبب نيران القناصة القادمة من منطقة جفعات هاميفتار، حتى اجتاح لواء هارل موقع القوات في فترة ما بعد الظهر. وقُتل ستة وثلاثون جنديًا إسرائيليًا و71 أردنيًا في القتال.
وقد أثنى رئيس هيئة الأركان العامة الإسرائيلية على العمل البطولي الذي قام به عشرة جنود من الذين قاتلوا في هذه المعركة. وكان قائد لواء المظليين هو مردخاي غور، وقائد الكتيبة 66 هو يوسي يافع.

## موقع النصب التذكاري

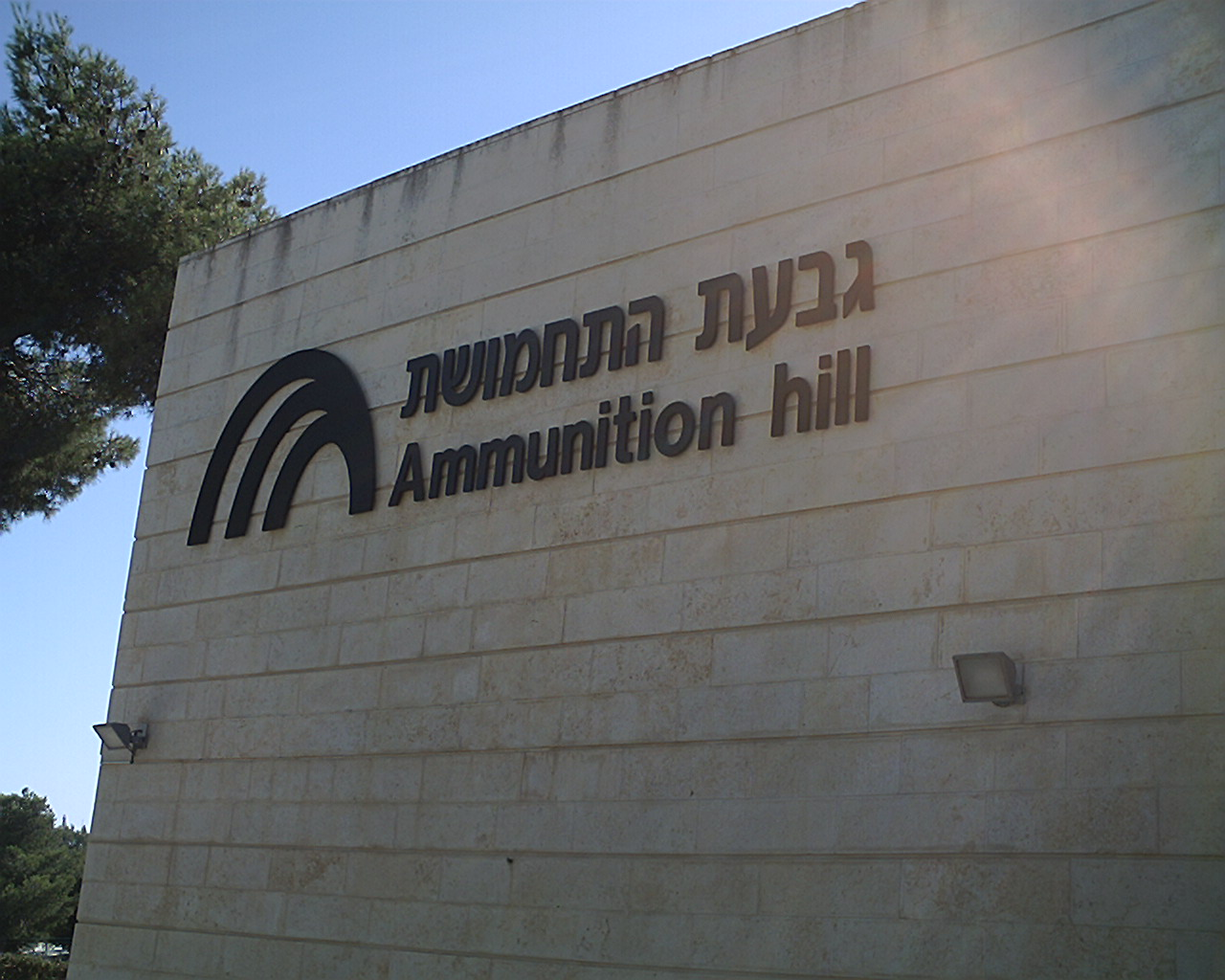
علامة متحف تلة جبعات هتخموشت

في عام 1975، تم افتتاح موقع النصب التذكاري والمتحف على التلة، محافظة على جزء من الموقع القديم وفتح متحف في الملجأ. وبالإضافة إلى ذلك، تم زرع 182 شجرة زيتون على التلة، إحياءً لذكرى الجنود الإسرائيليين الـ 182 الذين سقطوا خلال حرب 1967. وفي عام 1987، أُعلن الموقع موقعًا للنصب التذكاري الوطني. ويقام الحفل الرئيسي في يوم أورشليم (يوم القدس) هنا.
ويزور الموقع حوالي 200000 زائر كل عام، بما فيهم 80000 جندي. كما أن تلة جبعات هتخموشت هي أيضًا مركز التجنيد الرئيسي للمظليين في الجيش الإسرائيلي.

## وصلات خارجية
- Lyrics of the Hebrew song "Giv'at HaTachmoshet" ("Ammunition Hill") in English translation
- Ammunition Hill Memorial website
- Prime Minister Ariel Sharon's Address at the Jerusalem Day Ceremony at Ammunition Hill (June 6, 2005)